# Horst Reckers
Horst Reckers (* 24. Oktober 1938 in Kiel) ist ein deutscher Schauspieler bei Bühne und Fernsehen.

## Leben und Wirken
Reckers erhielt in Hannover seine Schauspielausbildung und gab am dortigen Landestheater auch seinen Einstand auf der Bühne. Es folgten Verpflichtungen an Spielstätten in Stuttgart, Augsburg, Wuppertal (wo er beispielsweise 1968 unter Peter Zadeks Regie in Sean O’Caseys Der Pott mitwirkte) sowie ans Deutsche Schauspielhaus in Hamburg. Ab 1963 kamen auch Verpflichtungen vom Fernsehen hinzu. Dort spielte Reckers in knapp zwei Jahrzehnten kleine Rollen in einer Fülle von Einzelproduktionen, aber auch in einzelnen Folgen mehrerer Serien.

## Filmografie
- 1963: Antonius und Cleopatra
- 1965: Nun singen sie wieder
- 1965: Der zerbrochene Krug
- 1966: Die Tage und Nächte des Beebee Fenstermaker
- 1968: Über den Gehorsam. Szenen aus Deutschland, wo die Unterwerfung des eigenen Willens unter einen fremden als Tugend gilt
- 1969: Das schönste Fest der Welt
- 1969: Die Räuber
- 1970: Polizeifunk ruft – Auf glühenden Kohlen (TV-Serie)
- 1970: Clavigo
- 1971: Ein Fest für Boris
- 1971: Einmal im Leben – Geschichte eines Eigenheims
- 1972: Die Dreigroschenoper
- 1974: Motiv Liebe, (TV-Serie, eine Folge)
- 1975: Die schöne Marianne (TV-Serie, eine Folge)
- 1983: Der Sheriff aus Altona